# ГЕС Донг-Най 3
ГЕС Донг-Най 3 – гідроелектростанція у південній частині В’єтнаму. Знаходячись між ГЕС Донг-Най 2 (вище по течії) та ГЕС Донг-Най 4, входить до складу каскаду на річці Донг-Най, яка починається на плато Lâm Viên та тече у західному і південному напрямках до злиття на околиці Хошиміна з річкою Сайгон (внаслідок цього формується Soài Rạp, котра за чотири десятки кілометрів досягає Південно-Китайського моря).
В межах проекту річку перекрили греблею із ущільненого котком бетону висотою 108 метрів, довжиною 586 метрів та шириною по гребеню 10 метрів. Вона утримує водосховище з площею поверхні 56 км2 та об’ємом 1512 млн м3 (корисний об’єм 903 млн м3), в якому припустиме коливання рівня поверхні у операційному режимі між позначками 570 та 590 метрів НРМ.
Зі сховища через лівобережний масив прокладено підвідний тунель довжиною 0,9 км зі спадаючим діаметром від 8 до 7 метрів, який переходить у короткі водоводи з діаметром по 4,5 метра. Наземний машинний зал обладнали двома турбінами типу Френсіс потужністю по 90 МВт, які при напорі від 89 до 116 метрів (номінальний напір 95 метрів) забезпечують виробництво 607 млн кВт-год електроенергії на рік. 
Видача продукції відбувається по ЛЕП, розрахованій на роботу під напругою 220 кВ.